# Ike Nwankwo
Ikenna Chukwuemeka Nwankwo, detto Ike (Houston, 27 dicembre 1973), è un ex cestista statunitense con cittadinanza nigeriana.

## Carriera
Con la Nigeria ha disputato i Campionati africani del 2003 e i Campionati mondiali del 2006.

## Palmarès
- Campione NCAA (1995)